# ایسی-له-مولینو
شهر ایسی-له-مولینو (به فرانسوی: Issy-les-Moulineaux) در شهرستان او-دو-سن در ناحیه ایل-دو-فرانس با جمعیت ۶۱٬۴۷۱ نفر در کشور فرانسه واقع شده‌است.

## نگارخانه

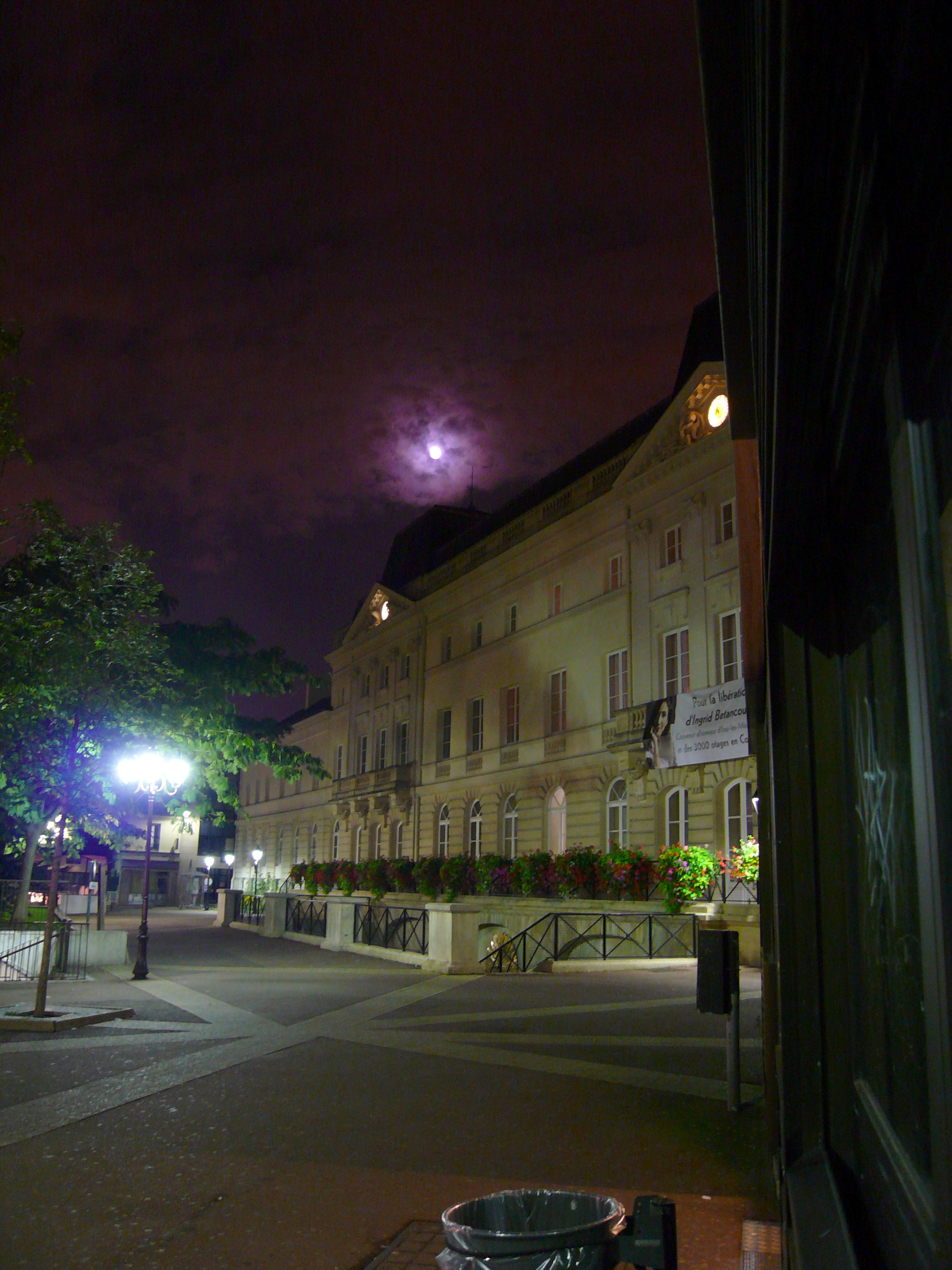
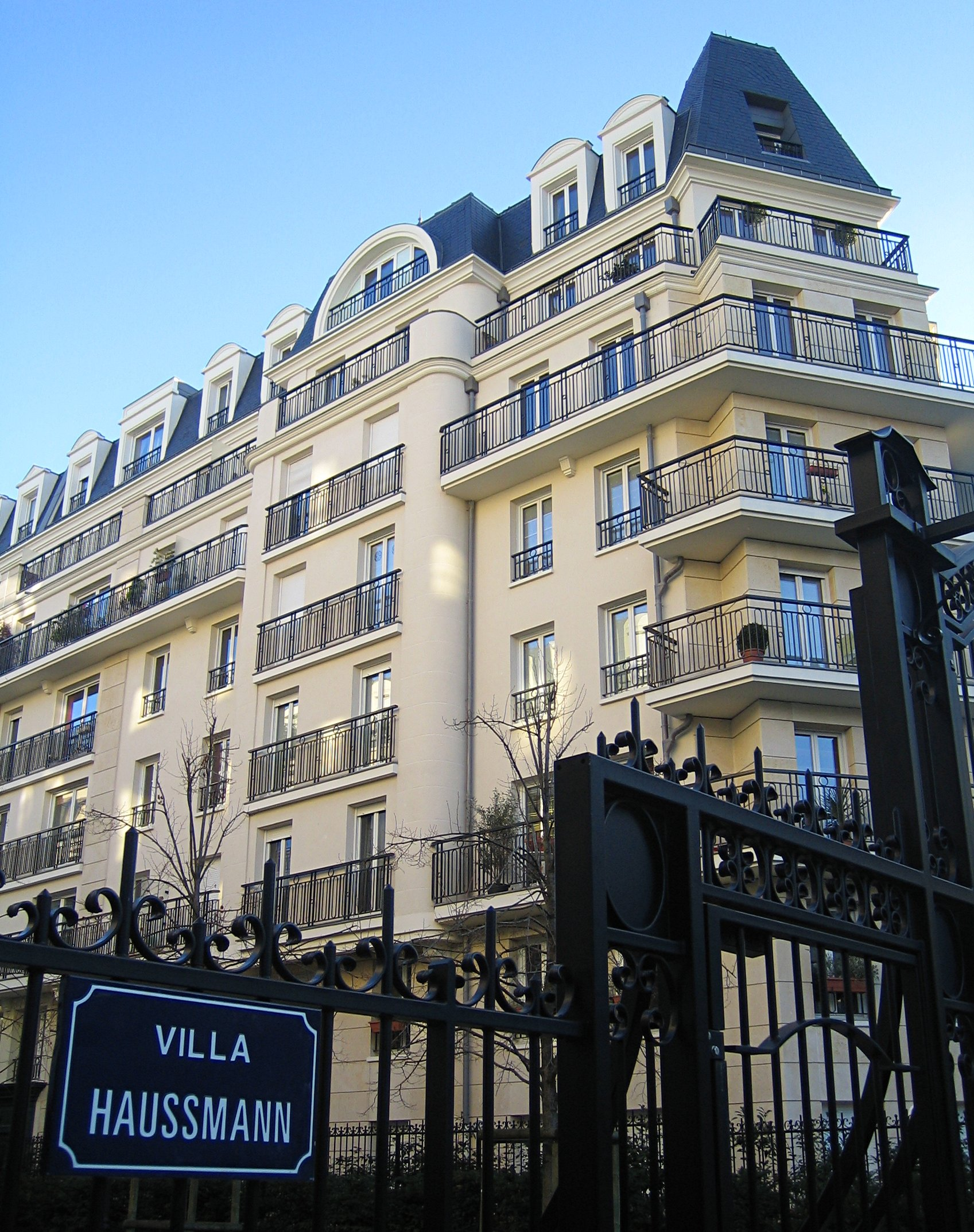
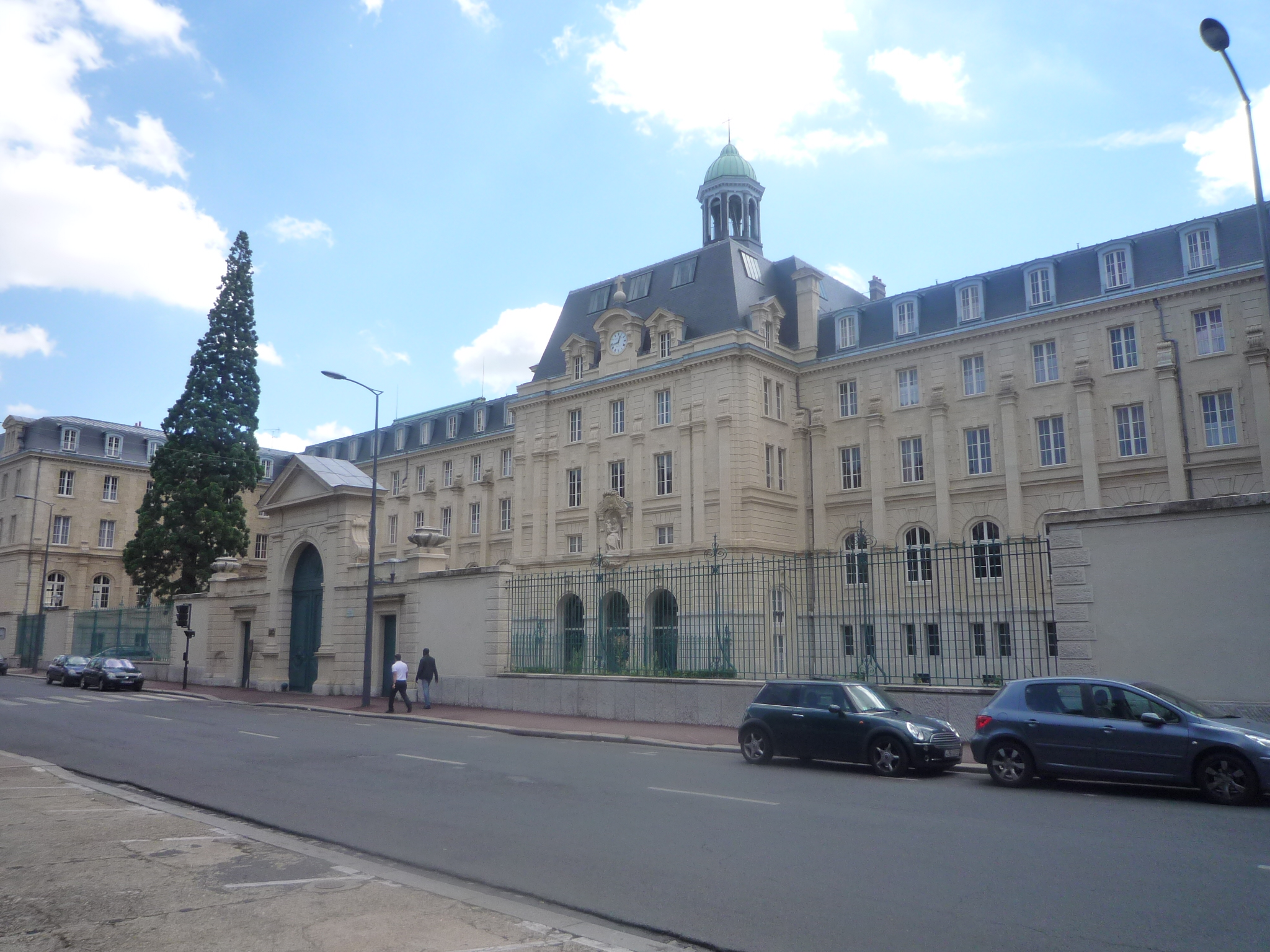
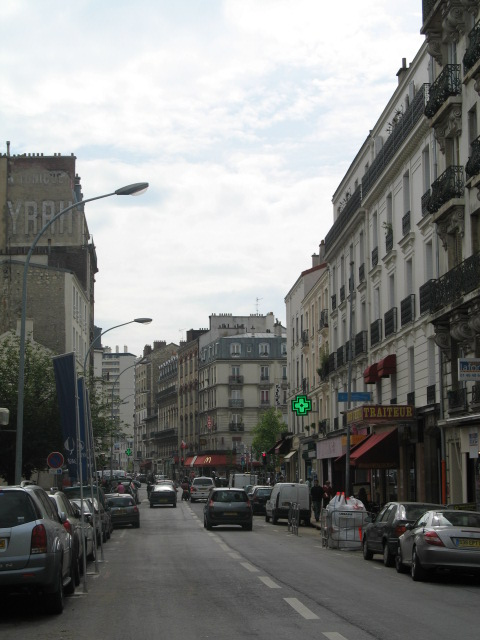
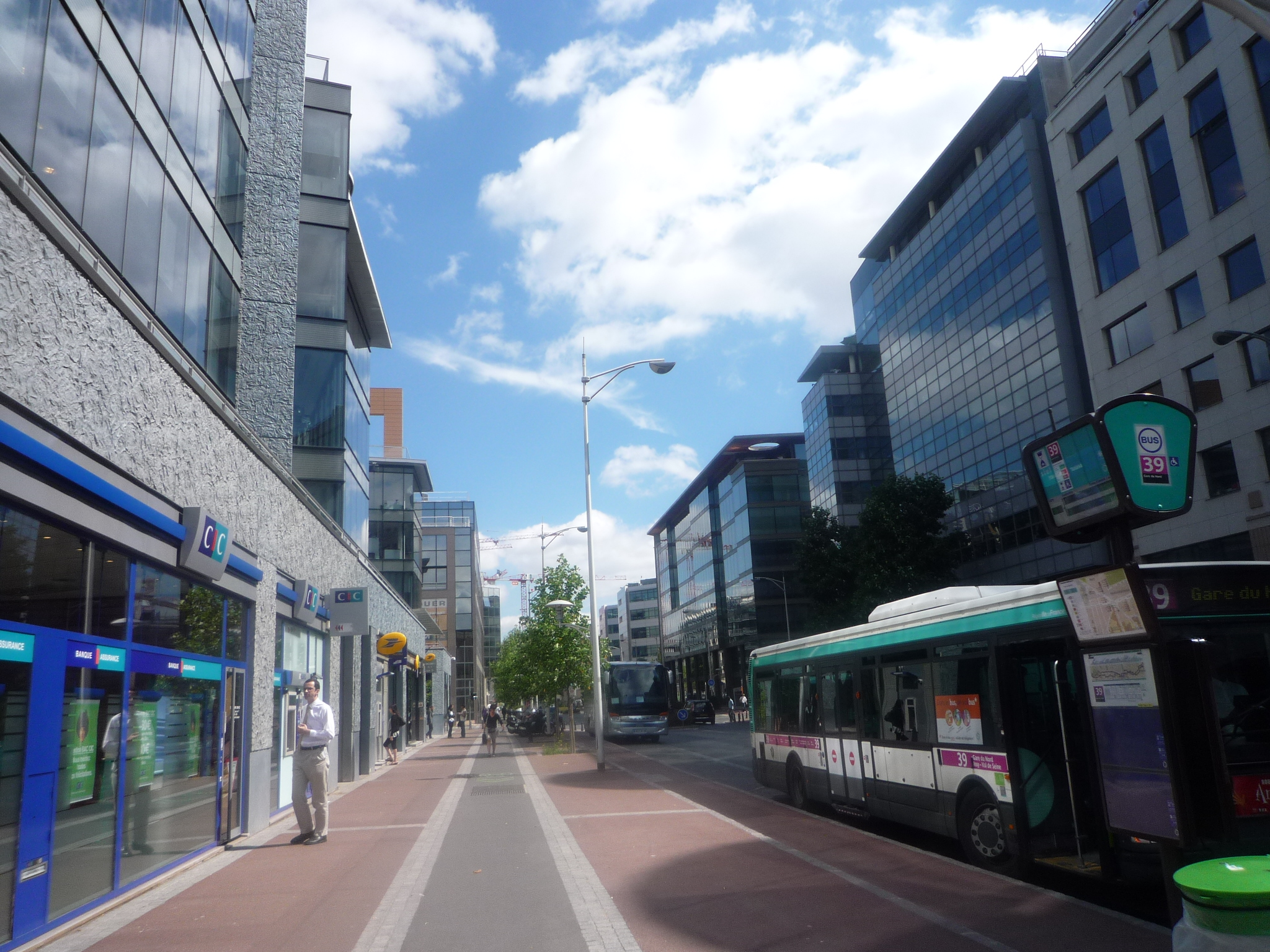
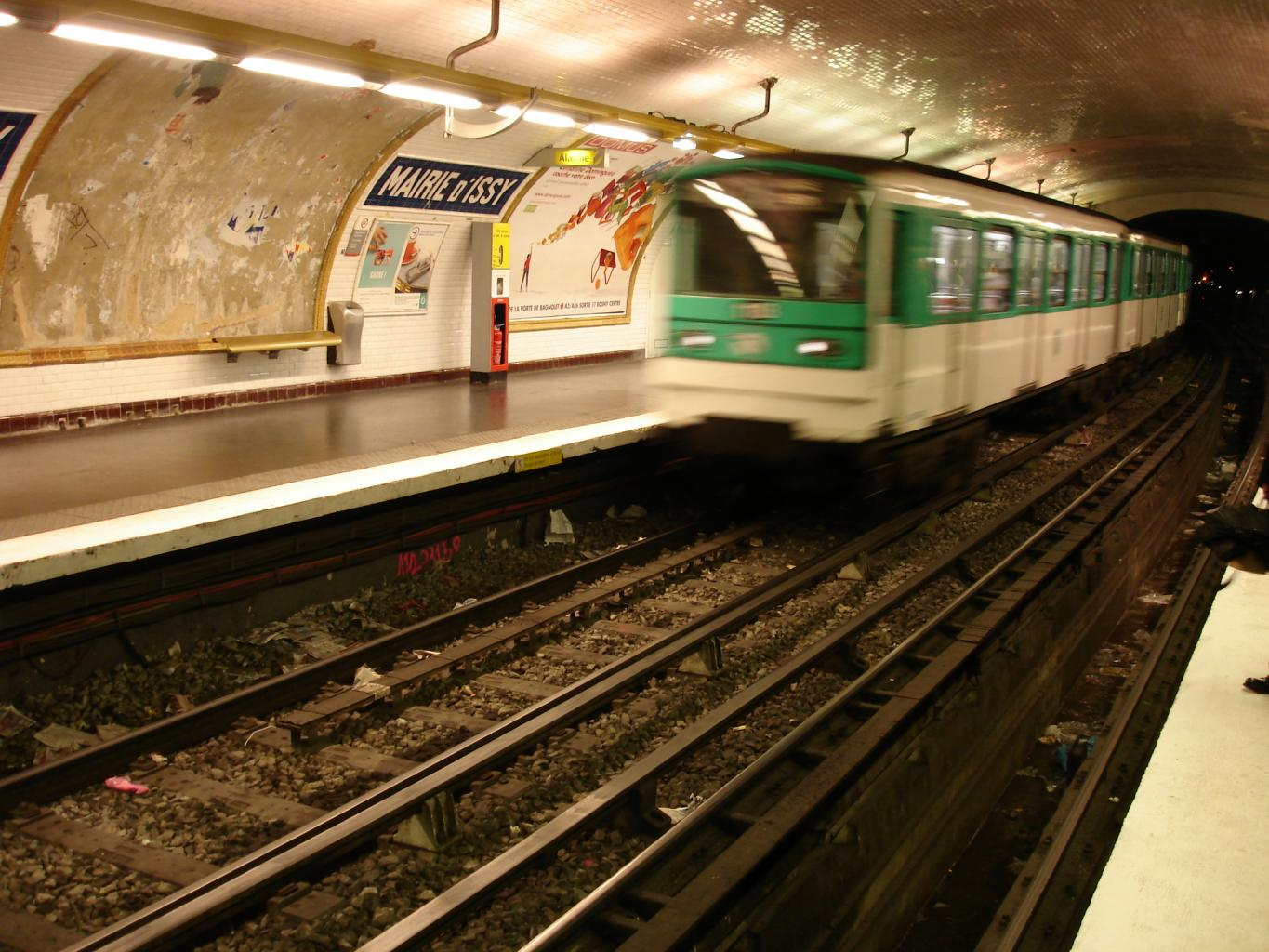